# Chaoshan
 (décembre 2023).
Si vous disposez d'ouvrages ou d'articles de référence ou si vous connaissez des sites web de qualité traitant du thème abordé ici, merci de compléter l'article en donnant les références utiles à sa vérifiabilité et en les liant à la section « Notes et références ».
Chaoshan (潮汕) est le nom donné à l'extrémité orientale du Guangdong, une région densément peuplée présentant une assez forte particularité culturelle par rapport au reste de la province. La langue dominante y est le teochew, une variété de minnan. Le nom de Chaoshan est l'abréviation de Chaozhou et Shantou, deux des principales villes de la région. 